# شاينو و ناتشو
تشينو وناتشو (Chino & Nacho)  ثنائي بوب فنيزويلي تتألف من كل من «خيسوس ألبيرتو ميراندا بيريز (jesús Alberto Miranda pérez)» واسم شهرته «تشينو» (بالإنجليزية: chino)‏ وولد في 15 نوفمبر 1984. ميغويل إغناسيو ميندوزا دوناتي (miguel Ignacio Mendoza denatti) و يعرف باسم «ناتشو» (بالإنجليزية: Nacho)‏ ولد في 22 أغسطس 1983. فاز الفريق سنة 2010 بجائزة غرامي الاتينية عن فئة أحسن ألبوم.

## روابط خارجية
- شاينو و ناتشو على موقع IMDb (الإنجليزية)
- شاينو و ناتشو على موقع ميوزك برينز (الإنجليزية)
- شاينو و ناتشو على موقع أول ميوزيك (الإنجليزية)
- شاينو و ناتشو على موقع ديسكوغز (الإنجليزية)